# Akito Izuki
Akito Idzuki Akito (伊月アキト) é o protagonista principal do jogo eletrônico Ghostwire: Tokyo, desenvolvido pela Tango Gameworks e publicado pela Bethesda Softworks. Lançado em 2022 para Microsoft Windows e PlayStation 5 e posteriormente para Xbox Series X/S, o personagem é um jovem sobrevivente de um evento sobrenatural que faz desaparecer a população de Tóquio. Ele se torna hospedeiro de um espírito chamado KK e adquire poderes espirituais para combater criaturas sobrenaturais inspiradas no folclore japonês.

## Aparições
Akito sobrevive a um acidente de moto momentos antes de uma névoa misteriosa cobrir Tóquio, fazendo a população desaparecer. Seu corpo é possuído por KK, um ex-detetive espiritual. Juntos, eles enfrentam forças sobrenaturais enquanto tentam impedir os planos do antagonista Hannya e resgatar a irmã de Akito, Mari, que está em coma.
Akito é retratado como um jovem corajoso e determinado, que desenvolve uma relação complexa com KK ao longo do jogo. Suas habilidades incluem manipulação de energia espiritual (tecnicas etéreas), exorcismos e selamento de entidades yokai.

## Desenvolvimento
Segundo o diretor Kenji Kimura, o personagem foi concebido como uma figura comum lançada em uma situação extraordinária, o que permitiria que os jogadores se identificassem com sua jornada. A equipe buscou representar de forma autêntica os ambientes urbanos e elementos da cultura japonesa, inserindo o personagem em um contexto místico e moderno.

## Recepção
A recepção a Akito foi geralmente positiva, com críticos elogiando a ambientação da história e a relação entre ele e KK, embora alguns tenham considerado a personalidade de Akito um tanto genérica.